# Jair Domínguez i Torregrosa
Jair Domínguez i Torregrosa (Barcelona, 21 de maig de 1980) és un periodista, guionista i escriptor català. Actualment és col·laborador de l'informatiu satíric de TV3 Està passant, dirigit per Toni Soler i que es va estrenar el 13 de setembre de 2017, i presentador del programa radiofònic El búnquer, de Catalunya Ràdio.

## Biografia

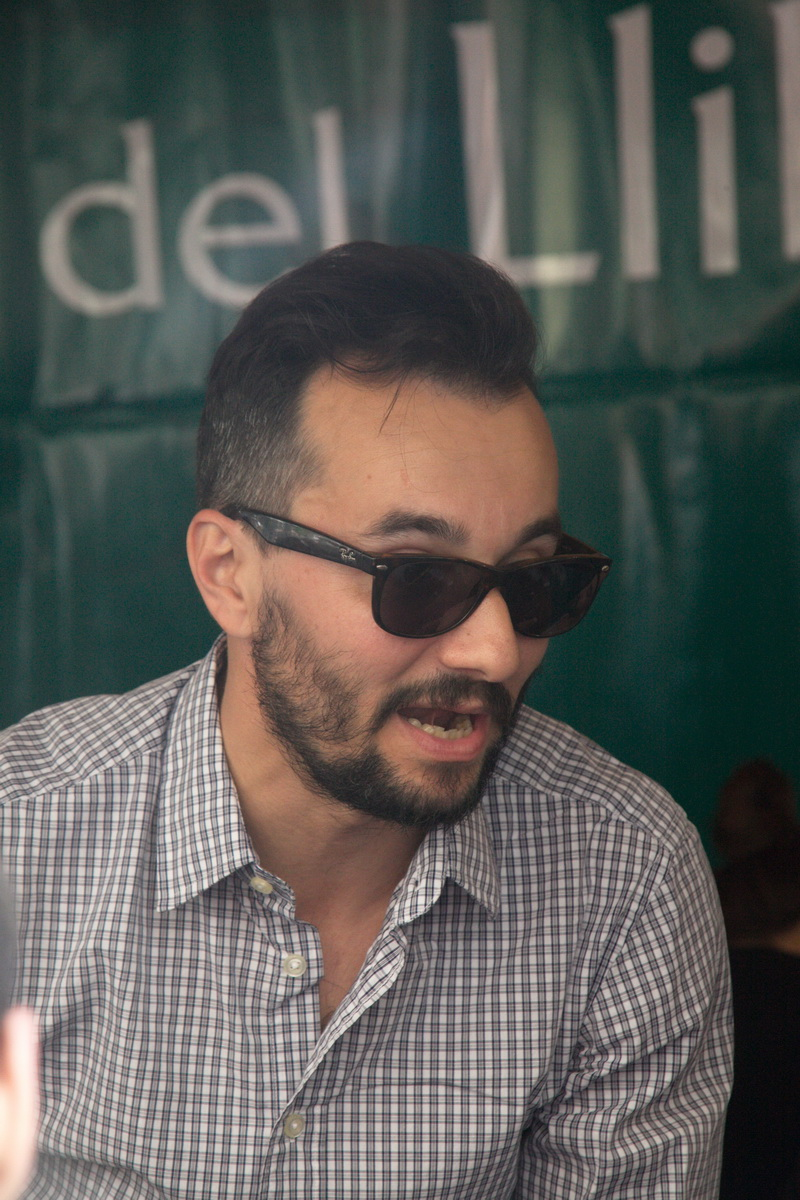
Jair Domínguez, el 2015

Com a guionista ha escrit per a 52 (Premi Ondas 2005), El Rosari de l'Aurora, Buenafuente, Polònia, Crackòvia, Minoria absoluta i La segona hora, entre d'altres. També ha fet guions per al cinema i la publicitat i és un dels coautors de la cançó Baila el Chiki Chiki, amb què Rodolfo Chikilicuatre va representar Espanya al Festival de la Cançó d'Eurovisió 2008. En el seu vessant literari, és autor del llibre de contes Jesucrist era marica, de la novel·la Hawaii Meteor (Tria Llibres, 2012), de 99 coses que hem d'aniquilar si volem ser independents i de Segui vora el foc. Va ser un dels components del programa de ràdio La segona hora de RAC 1 i del programa emès per internet Bricoheroes, una paròdia dels programes de bricolatge que presenta amb Peyu. També escriu ocasionalment articles d'opinió i reflexions sobre temes diversos a l'AraGirona.cat i a la revista per a dispositius mòbils Esguard.
Una entrevista al programa Bestiari il·lustrat emesa l'octubre de 2012 al Canal 33 —on l'autor apareixia amb unes pistoles de joguina simulant pràctiques de tir amb dibuixos de personalitats destacades— va ser motiu d'una forta polèmica que va acabar amb la dimissió de la directora del programa, Mai Balaguer. El fet va saltar a l'escena política i Televisió de Catalunya va emetre un comunicat lamentant els fets. Posteriorment, el gener de 2013, el jutge de l'Audiència Nacional Javier Gómez Bermúdez va citar a declarar Domínguez i Bibiana Ballbè per un presumpte delicte contra la Corona.
En el seu vessant de divulgador cultural, el 19 d'abril de 2013 Jair Domínguez inaugurà el centre Kulturale a Figueres, que compta amb bar, pub, sala de concerts, sala d'exposicions i restaurant. Un espai que fou ideat per a actuacions musicals i exposicions culturals alternatives de tota mena.
Amb la publicació de Segui vora el foc el lector es troba amb un Domínguez que parla d'una violència que exemplifica molt bé tot allò que diàriament es veu, no asseguts a la vora del foc sinó a través de la televisió. En aquest llibre l'autor presenta un jove mig autista enamorat de les pel·lícules snuff, un escriptor que ha reinventat la literatura del segle XXI i amics que no en tindrien prou amb totes les meuques de Tailàndia. Jair Domínguez deixa de costat la seva faceta d'humor i d'ironia en una novel·la molt fosca i de personatges esgarrifosos, ja que l'autor afirma que el tema gore l'ha interessat des de petit.

### Altres activitats i vida personal
És un gran aficionat a la música i ha demostrat tenir coneixements sobre interpretació musical amb diversos instruments, entre els quals destaca la seva col·lecció de guitarres Gibson, Fender, i Gretsch.
Des de l'any 2015 és el cantant i compositor del trio musical Caritat Humana on hi canta i toca la guitarra elèctrica, teclats i sàmplers. I anteriorment havia format part també de la formació Poder Roig.
Du diversos tatuatges entre els quals destaca un al seu avantbraç dret on es pot llegir la locució llatina de l'Eneida de Virgili "Sic itur ad astra" (en català "a través d'aquest camí cap a les estrelles").
En la seva joventut tingué una època vora l'any 1998 en què practicà el veganisme però l'abandonà sis anys després.
Actualment manté una relació sentimental amb la seva companya d'El Búnquer, de Catalunya ràdio, la Neus Rossell.

## Obra publicada
- Jesucrist era marica… i altres contes (autopublicat, 2009):[19][20] Recull de contes publicat en edició bilingüe que pren referències de la cultura popular catalana fins a la cultura pop de la generació post franquisme. (en castellà i català)[21]
- Hawaii Meteor (Tria Llibres, 2012), novel·la (en català).[22]
- 99 coses que hem d'aniquilar si volem ser independents (Ara Llibres, 2013)
- Segui vora el foc (Ara Llibres, 2014), novel·la.[23]
- 99 personatges que has de conèixer per entendre el món (Ara Llibres, 2015)[24]
- Perímetre (Catedral, 2016) Premi Ictineu 2017 Millor novel·la fantàstica en català[25]
- Ets un merda i ho saps (Ara Llibres, 2017)
- Estructures profundes (Columna Edicions, 2021)[26]
- Allegro con fuoco (2023)